# Sylvia Lago
Sylvia Lago Carzolio (Montevideo, 20 de noviembre de 1932) es una escritora, crítica literaria, y profesora uruguaya. Ha prestado especial atención a la problemática femenina, abordando diferentes conflictualidades propias de la mujer.

## Biografía
Es sobrina nieta de la profesora Elda Lago, perteneciente a la Generación del 45 y que legó su vivienda a la Facultad de Humanidades. Lago realizó estudios de Literatura en el Instituto de Profesores Artigas (IPA). Realizó actividades académicas y científicas en el Departamento de Uruguay y América Literatura Americana en la Facultad de Humanidades y Ciencias de la Educación (FHCE) de la Universidad de la República, accediendo finalmente a directora.
En 1962 publicó su primer trabajo Trajano, una premiada novela juvenil. Tres años más tarde, publicaría Tan solos en el verano otra novela. Por ella, fue galardonada con el Premio Feria del Libro y del Grabado. Fue seguida en 1968 por su modificación La última razón. En los años 1969, 1972 y 1987 (con un enorrme silencio literario por la Golpe de Estado en Uruguay de 1973 y hasta 1985) publicó libros que contienen fuertes historias Detrás del rojo, Las flores conjuradas, y El corazón de la noche.
De 1988 es su antología Quince cuentos para una antología. Trabajó también en otras dos antologías: Cuentos de nunca acabar (1992) y Cuentos de atar (1993). En 1995 se publicó su libro Días dorados, días en sombra, con textos escritos entre 1965 a 1995. 
Su novela Saltos mortales obtuvo en 2002 el Segundo Premio del Ministerio de Educación y Cultura de Uruguay (MEC). En ese mismo año apareció la antología El cuento uruguayo. En 1993 se publicó en Berlín la antología Erkundungen (Exploraciones), en parte en coautoría con Rafael Courtoisie y Washington Benavides.
Actuó en numerosos certámenes literarios como miembro de jurado.

## Algunas publicaciones
- 1962: Trajano, novela juvenil. Vol. 115 de Colección Literaria Lyc. Ediciones Colihue SRL, 110 pp. ISBN 9505811152, ISBN 9789505811151 en línea

- 1962: Tan solos en el balneario. Editor Imprenta Panamericana, 71 pp.

- 1965: Tan solos en el verano, novela

- 1968: La última razón, novela. Vol. 58 de Bolsilibros Arca. Editor Arca, 135 pp.

- 1969: Detrás del rojo. Colección Carabela. Editorial Alfa, 144 pp.

- 1972: Las flores conjuradas. Colección La Invención. Editorial Giron. 120 pp.

- 1976: Eduardo Acevedo Díaz: El combate de la tapera. Vol. 28 de Manuales de literatura. Editorial Técnica, 65 pp.

- 1984: Grafías: revista de los talleristas. Con Jorge Arbeleche. 50 pp.

- 1987: El corazón de la noche. Vol. 9 de Lectores de la Banda Oriental, 4ª serie. Ediciones de la Banda Oriental, 78 pp.

- 1988: Quince cuentos para una antología

- 1988: La flecha hacia el vacío: introducción a la obra de Leopoldo Lugones. Ed. Univ. de la República, Dto. de Literaturas Hispanoamericanas y Uruguaya de la Facultad de Humanidades y Ciencias, 63 pp.

- 1990: Cuentos de ajustar cuentas. Ediciones Trilce, 132 pp.

- 1992: Los espacios de la violencia en la narrativa latinoamericana: (Asturias, Rulfo, Acevedo Díaz, Quiroga). Avances de investigación. Editor Univ. de la República, Facultad de Humanidades y Ciencias de la Educación, Dto. de Literaturas Uruguaya y Latinoamericana, 97 pp.

- 1994: Modalidades del discurso narrativo uruguayo de las últimas décadas (1960-1980): 1960 - 73: signos premonitorios. Vol. 1. Con Nilo Berriel, Juan Duthu, Laura Fumagalli. Editor Univ. de la República, 128 pp.

- 1995: Días dorados, días en sombra, cuentos, 1965-1995. Biblioteca del Sur. Grupo Editorial Planeta, 363 pp. ISBN 9974560039, ISBN 9789974560031

- 1996: Mario Benedetti: Cincuenta Años de Creación. Vol. 1 de Escritores Uruguayos. Aproximaciones Series. Edición ilustrada de Facultad de Humanidades y Ciencias de la Educación, Univ. de la República, 125 pp. ISBN 997400053X, ISBN 9789974000537

- 1997: Actas de Las Jornadas de Homenaje a Juan Carlos Onetti. Edición ilustrada de Univ. de la República, Dto. de Literaturas Uruguaya y Latinoamericana. 221 pp.

- 1997: Narrativa uruguaya de las últimas décadas (1960-1990). Nº 2 de Escritores uruguayos: Aproximaciones. Ed. Univ. de la República, 212 pp. ISBN 9974000734, ISBN 9789974000735

- 1997: Polifonía. Con Jorge Arbeleche. 220 pp.

- 1998: José Saramago en humanidades, 7 de setiembre de 1998. Ed. Univ. de la República, Facultad de Humanidades y Ciencias de la Educación, 30 pp.

- 1999: Cuentos Fantásticos del Uruguay. Libros del Timbó. Con Laura Fumagalli, Hebert Benítez Pezzolano. Ediciones Colihue. 286 pp. ISBN 9974530083, ISBN 9789974530089 en línea

- 2001: Ocho escritores uruguayos de la resistencia: entrevistas y textos. Editor Univ. de la República, 228 pp. ISBN 9974001722, ISBN 9789974001725

- 2002: Saltos mortales, novela. Biblioteca del sur. Edición ilustrada de Ed. Planeta, 189 pp. ISBN 9974643104, ISBN 9789974643109

- 2002: El cuerpo como espacio político: literatura uruguaya insurrecta. Nº 1 de Escritores uruguayos: Aproximaciones. Tradujo Sylvia Lago. Editor Facultad de Humanidades y Ciencias de la Educación, 238 pp.

- 2007: La adopción y otros relatos: antología personal. Autores españoles e iberoamericanos. Editorial Planeta S.A. 325 pp. ISBN 9974643325, ISBN 9789974643321

- 2009: Cuentos con Secreto. Vol. 1 de Colección Atalaya: Narradores latinoamericanos. Editor Botella al Mar, 63 pp. ISBN 9974681219, ISBN 9789974681217

- 2011: “Penumbras”

### Capítulos de libros
- 2001: Kongreßschrift ; Festschrift. Serie Aproximaciones a autores uruguayos. Editores Sylvia Lago, Alicia Torres y Univ. de la República, Dto. de Publicaciones, 167 pp. ISBN 9974001595, ISBN 9789974001596

- 1993: La Muerte hace buena letra. Contribuidores Mario Benedetti, Omar Prego. 4ª edición de Ediciones Trilce, 214 pp. ISBN 9974320631, ISBN 9789974320635 en línea

## Honores
- Directora de Publicaciones de la Editorial “Colihue” de Buenos Aires, en Uruguay (sección literaria uruguaya)[9]

## Literatura
- miguel ángel Campodónico. 2003. Nuevo Diccionario de la Cultura Uruguaya. Ed. Librería Linardi y Risso, pp. 177f